# Flonicamid
Flonicamid (ISO-naam) is een insecticide uit de groep der pyridinecarboxamides. Het is ontwikkeld door het Japanse bedrijf ISK (Ishihara Sangyo Kaisha Ltd), dat het op de markt brengt in verschillende producten met merknamen als Teppeki in Europa, ULALA in Japan en Beleaf, Carbine en ARIA in de Verenigde Staten.

## Toepassingen
Flonicamid is geschikt voor de bestrijding van diverse soorten bladluizen. Het is een systemisch werkende stof, die het voedingspatroon van de bladluizen verstoort. Bladluizen die aan flonicamid zijn blootgesteld stoppen met eten binnen een uur, en sterven na 5 tot 7 dagen. Het exacte werkingsmechanisme van flonicamid is nog niet bekend, maar het verschilt van dat van andere nicotine-analoga (neonicotinoïden zoals imidacloprid bijvoorbeeld).

## Regelgeving
Teppeki (korrels met 50% flonicamid die met water moeten worden gemengd en verspoten) is sedert 2007 op de markt in België. Het is er toegelaten voor gebruik op: appel- en perenbomen, wintertarwe, aardappelteelt in open lucht en sierplanten. Ook in Nederland is het middel toegelaten.
De Europese Commissie heeft flonicamid op 27 april 2010 opgenomen in bijlage I bij richtlijn 91/414/EEG (lijst van gewasbeschermingsmiddelen die de EU-lidstaten kunnen toelaten) voor een periode van 10 jaar, die inging op 1 september 2010.